# White Mills
White Mills es un lugar designado por el censo ubicado en el condado de Wayne en el estado estadounidense de Pensilvania. En el año 2010 tenía una población de 659 habitantes.

## Geografía
White Mills se encuentra ubicado en las coordenadas 41°32′21″N 75°11′58″O / 41.53917, -75.19944.. Según la Oficina del Censo de los Estados Unidos, White Mills tiene una superficie total de 1,51 mi² (3,9 km²), de la cual 1,48 mi² (3,8 km²) corresponden a tierra firme y 0,03 mi² (0,1 km²) es agua.